# Louisa Nott-Bower
Louisa Nott-Bower, född 27 mars 1861, död 6 september 1925, var en brittisk bågskytt. Hon deltog vid olympiska sommarspelen 1908.